# Branded Entertainment Network
Branded Entertainment Network, nota anche come BENlabs e precedentemente come BEN Group Inc., è una società statunitense, con sede principale a Los Angeles, che opera come Agenzia pubblicitaria e come Società di gestione collettiva di diritti d'autore. L'azienda offre servizi di posizionamento prodotti basato sull'intelligenza artificiale, servizi di influencer marketing, partnership musicali, autorizzazione dei diritti e servizi di gestione dei diritti personali per l'industria dell'intrattenimento.
L'azienda fu fondata a Seattle da Bill Gates nel 1989 come Interactive Home Systems, in seguito rinominata Corbis ed infine con l'attuale nome Branded Entertainment Network. Obiettivo originale della società era quello di concedere in licenza e digitalizzare opere d'arte e altre immagini storiche per il futuro uso attraverso cornici digitali. Nel 1997, Corbis cambiò il suo modello di business per concentrarsi sulle licenze di immagini e filmati presenti nella sua collezione.
La collezione Corbis comprendeva fotografia contemporanea creativa, editoriale, di intrattenimento e storica, nonché arte e illustrazioni. Successivamente le acquisizioni dell'Archivio Bettmann da 11 milioni di pezzi, acquisito nel 1995; la collezione Sygma in Francia (1999); e la società tedesca di immagini stock ZEFA (2005). Corbis aveva anche i diritti di riproduzione digitale per le opere d'arte del Museo Hermitage di San Pietroburgo, Russia, del Philadelphia Museum of Art e della National Gallery di Londra.

## Collezioni principali
- L'Archivio Bettmann, acquisito nel 1995, 11 milioni di immagini
- l'agenzia francese Sygma, acquisita nel 1999
- l'agenzia tedesca Zefa, acquisita nel 2005
- diritto di sfruttamento delle immagini delle opere conservate nel museo dell'Ermitage a San Pietroburgo, nel Philadelphia Museum of Art e alla National Gallery a Londra[3]

## Società sussidiarie
- Veer, che era specializzata nella gestione dei diritti di sfruttamento su immagini a basso costo fornite attraverso il crowdsourcing.
- GreenLight, agenzia che rappresenta direttamente i titolari dei diritti (tra questi Bruce Lee, Johnny Cash, Fondazione Andy Warhol, Steve McQueen e Albert Einstein).
- Corbis Motion, gestione dei diritti di sfruttamento su oltre 500.000 video.